# Azimut Benetti Group
Die Azimut Benetti Group ist einer der größten Yachthersteller der Welt. An mehreren Standorten in Italien baut Azimut Benetti Yachten und Megayachten.

## Geschichte
Im Jahr 1969 gründete der Student Paolo Vitelli die Azimut Srl, die Segelboote vermietete. In den 1970er Jahren kam der Vertrieb von Yachten hinzu. Im Jahr 1985 übernahm Azimut das damals angeschlagene Unternehmen Benetti, das seit 1873 Boote herstellte, und erhielt damit eigene Produktionsstätten.
Azimut Benetti führte 2022 zum 23. Mal in Folge das Global Order Book an (dieses jährliche Ranking der größten Yachtbauer wird vom britischen Nautikmagazin Boat International erstellt): 168 im Bau befindliche Projekte mit einer Länge von 5.991 Metern. Der Umsatz 2022 betrug über 1,2 Mrd. Euro, ein Plus von 20 %.
Das Ebitda betrug 150 Millionen Euro (+ 40 %); 2000 Mitarbeiter wurden beschäftigt. Die Familie verkaufte 2023 29 % ihrer Anteile an den saudiarabischen Staatsfonds PIF. Der langjährige Anteilseigner Tamburi Investment Partners reduzierte seinen Anteil von 12 % auf 8 %. PIF hat nun 33 % am Unternehmen und die Familie noch 59 %.

## Marken

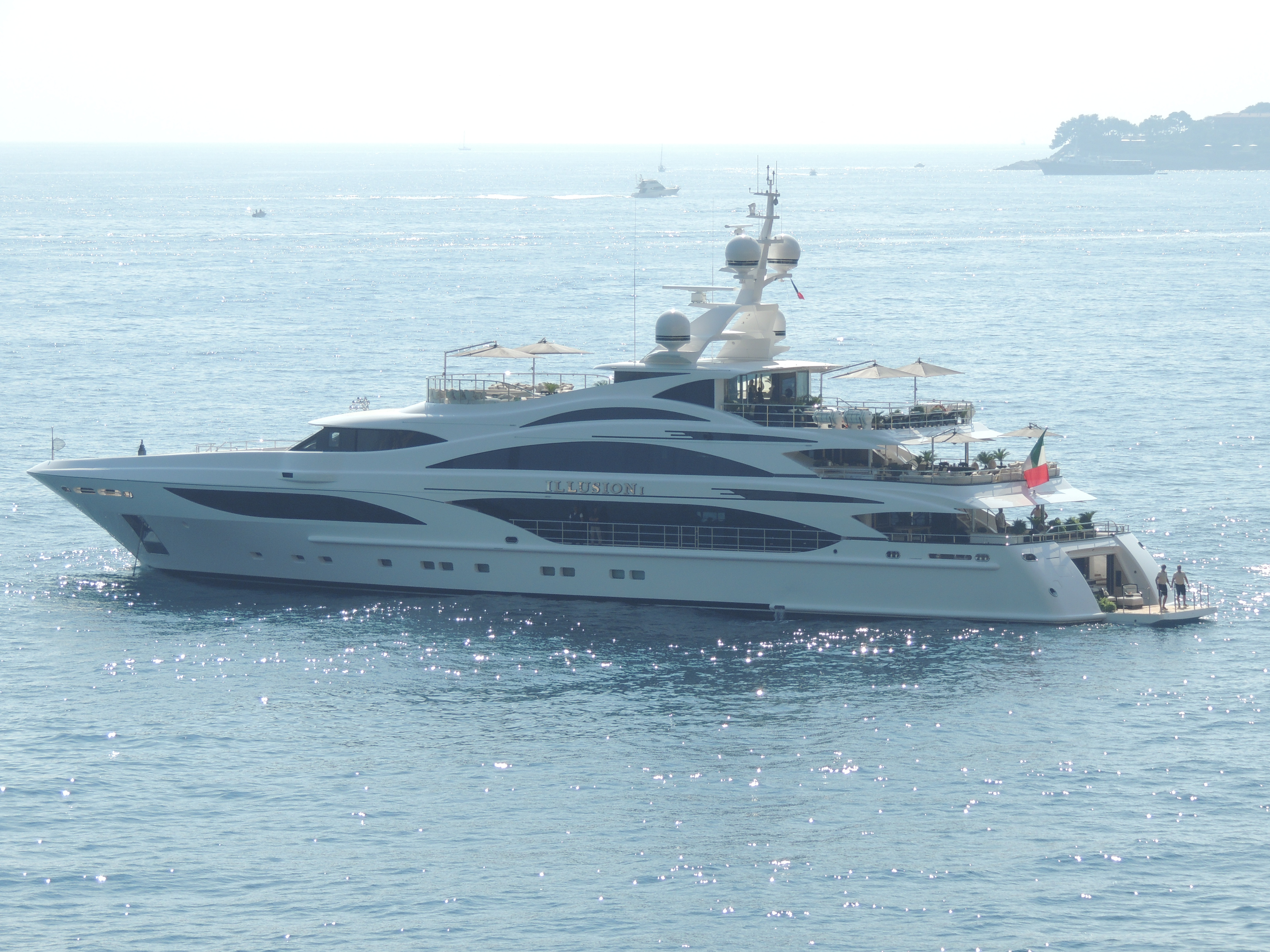
Yacht von Benetti

### Azimut Yachts
Mit der Marke Azimut Yachts wird der Bereich von 10 bis 37 Meter Länge bedient.

### Benetti Yachts
Die Marke Benetti Yachts deckt den Bereich der Megayachten bis 100 m Länge ab.

### Yachtique
Die Marke Yachtique deckt den Bereich Yachtcharter ab.

## Standorte

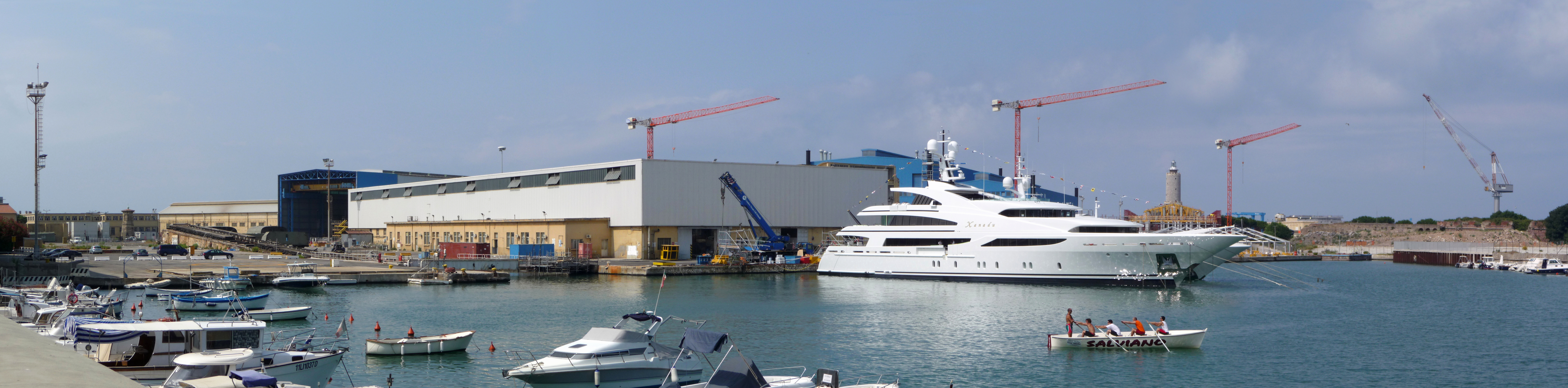
Werft in Livorno

Azimut Benetti ist an folgenden Produktions-Standorten vertreten:
- Avigliana, Piemont
- Fano, Marken
- Itajaí, Brasilien
- Livorno, Toskana
- Savona, Ligurien
- Viareggio, Toskana